# Arnuwanda I
Arnuwanda I – król Hetytów z czasów istnienia imperium hetyckiego, panujący w latach ok. 1390–1380 p.n.e. lub ok. 1370–1355 p.n.e., syn i następca Tudhaliji II, ojciec Tudhaliji III. Za czasów jego rządów stosunki z Egiptem pozostawały wrogie, a faraon Amenhotep III zawarł wymierzony przeciwko niemu sojusz z królem Arzawy, królestwa leżącego na zachód od imperium hetyckiego. Panowanie Arnuwandy I naznaczyły też najazdy ludów Kaska, którzy najprawdopodobniej właśnie za jego rządów, zdobyli i splądrowali stolicę państwa – Hattusa.